# Amblyopone gingivalis
Amblyopone gingivalis är en myrart som beskrevs av Brown 1960. Amblyopone gingivalis ingår i släktet Amblyopone och familjen myror. Inga underarter finns listade i Catalogue of Life.

## Bildgalleri

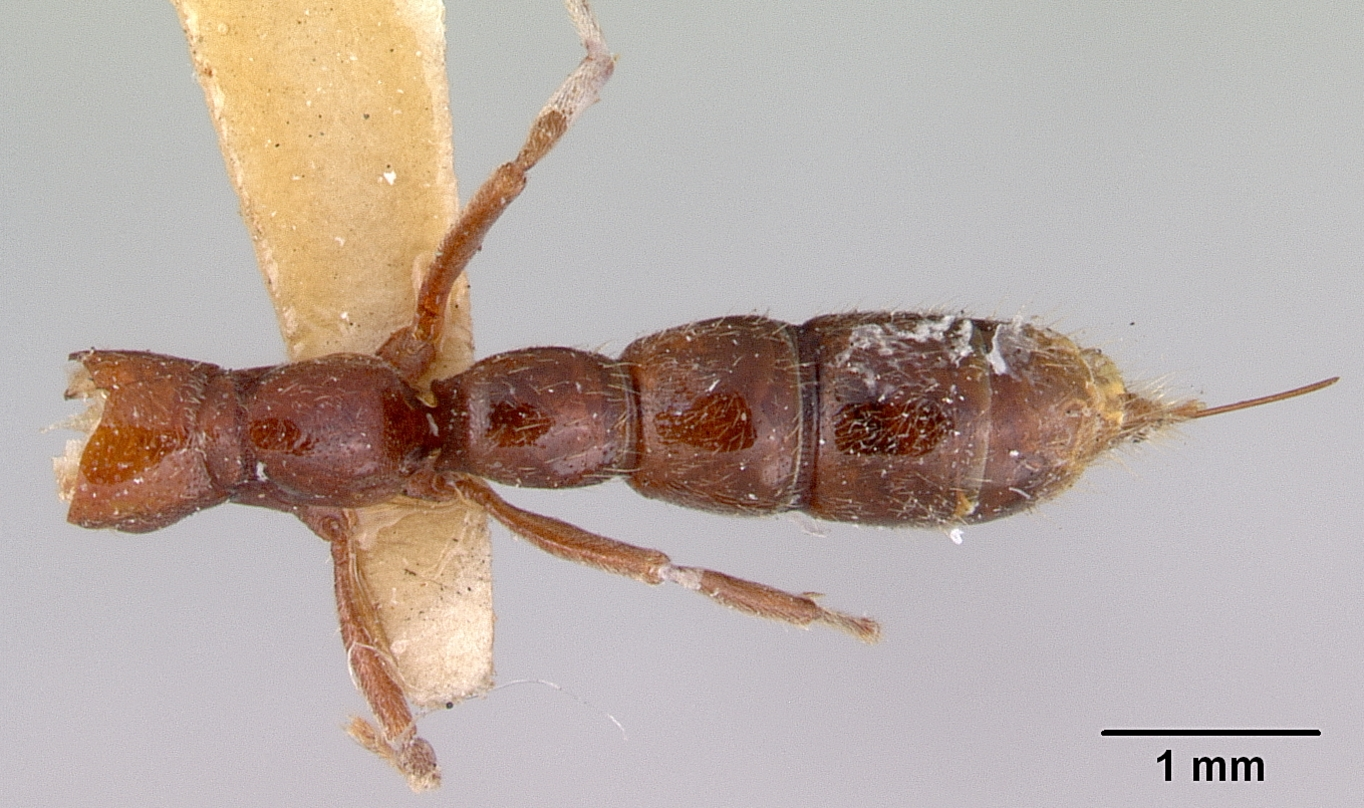
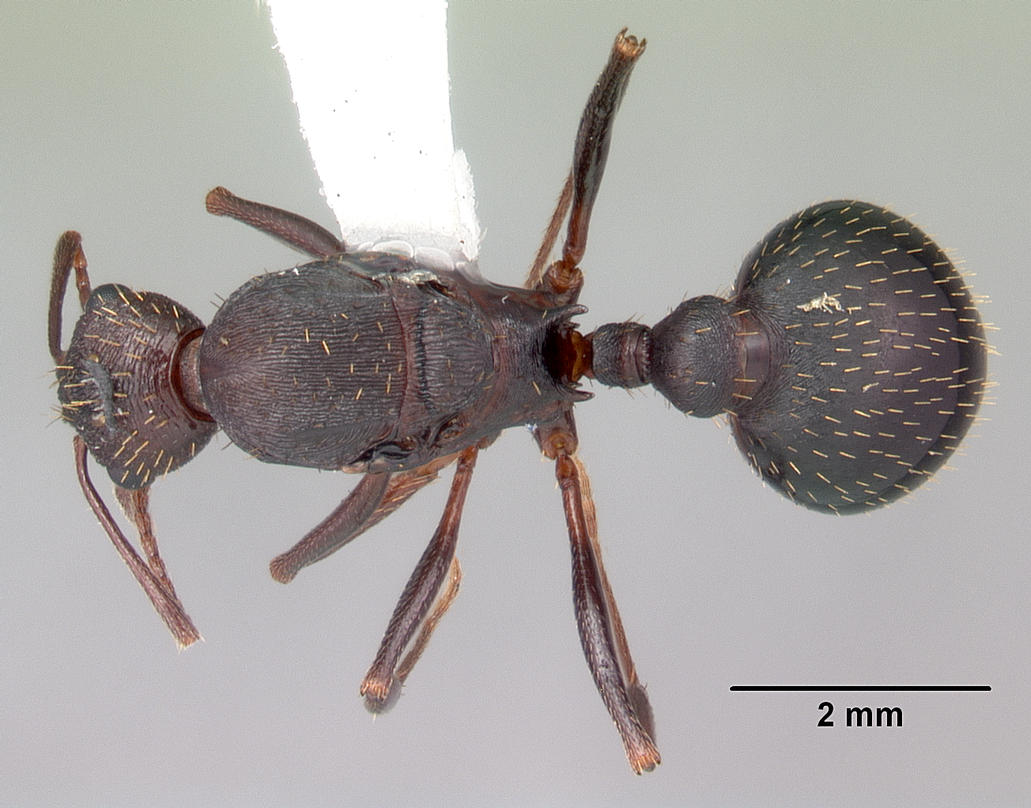
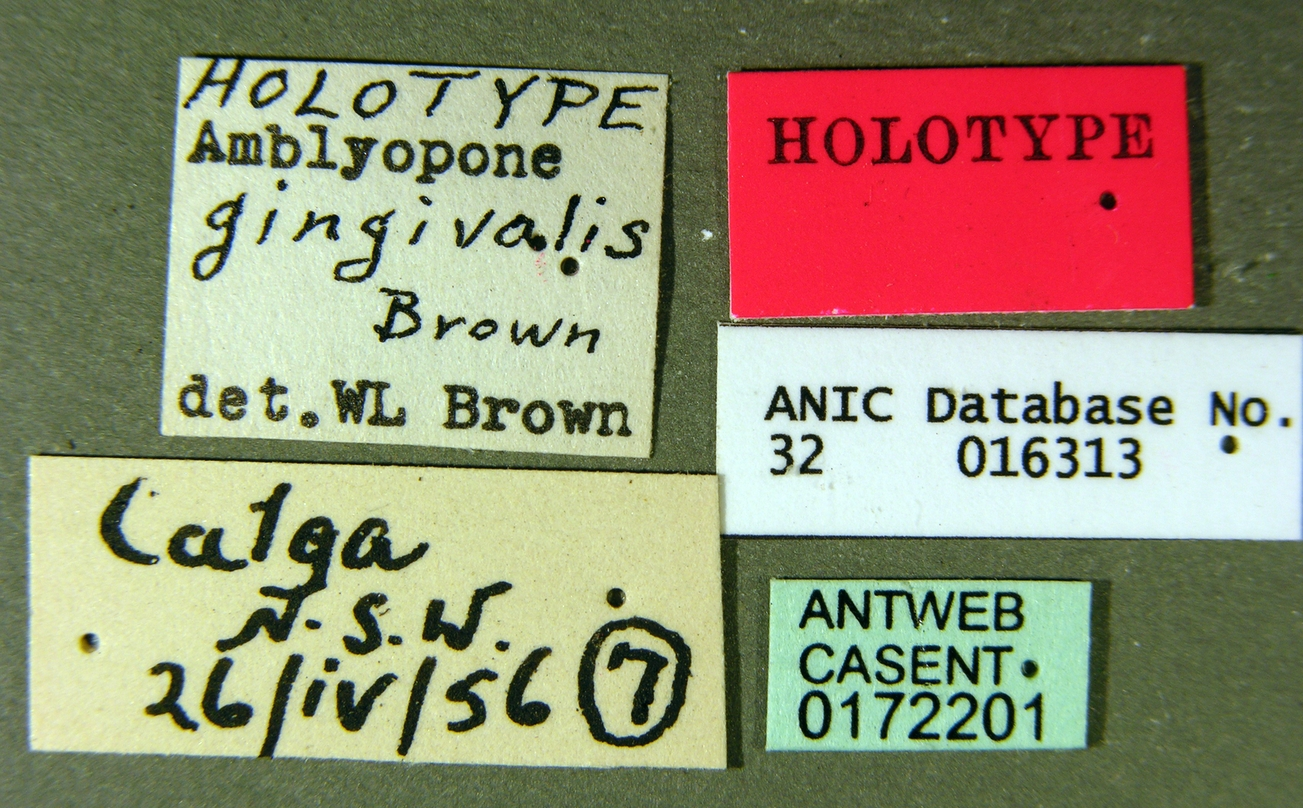
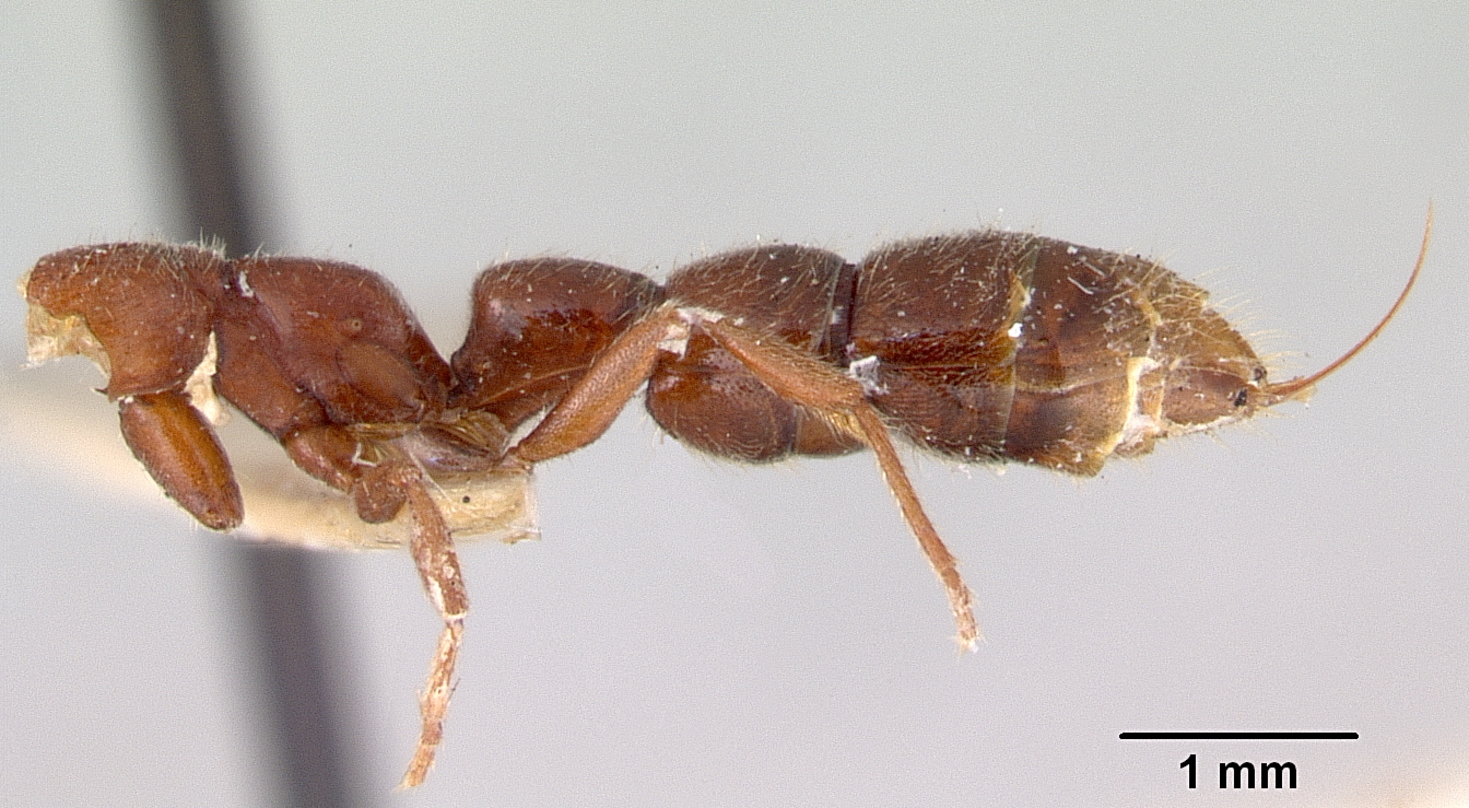
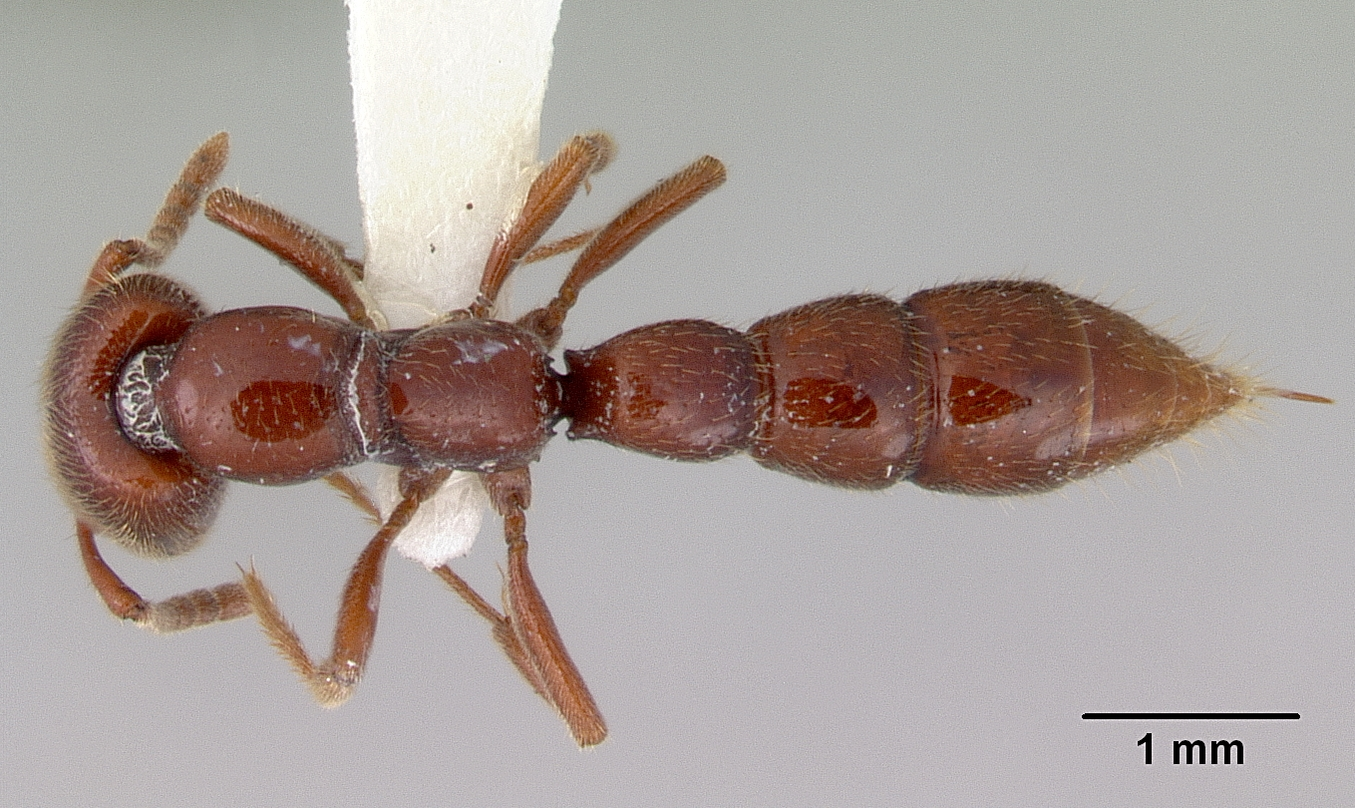
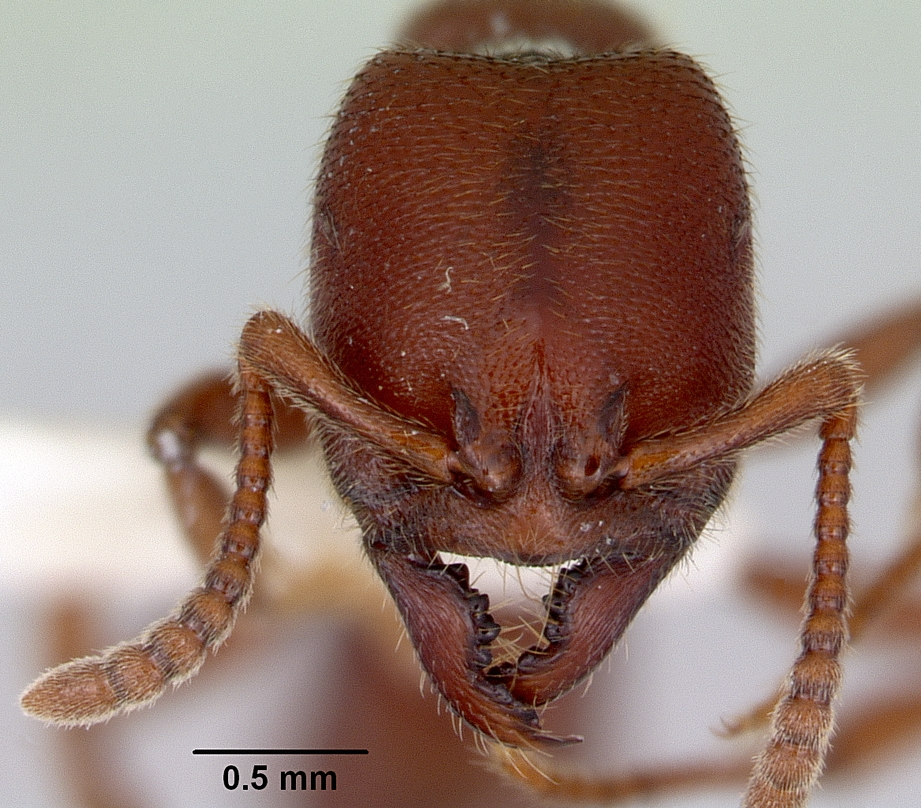